# Wejherowo
Wejherowoⓘ (em cassúbio: Wejrowò, em alemão: Neustadt in Westpreußen) é um município localizado no norte da Polônia. Pertence à voivodia da Pomerânia e está situado na fronteira entre a região dos Lagos da Cassúbia e o vale proglacial Reda-Łeba, no rio Reda. Faz parte da Pequena Tricidade da Cassúbia e também é parte da aglomeração da Tricidade. É a sede do condado de Wejherowo e da comuna rural de Wejherowo. De 1975 a 1998, pertenceu à voivodia de Gdańsk. Faz parte da União Comunal de Municípios do “Vale do Reda e do Chylonki” e do Vale Logístico.
O Dicionário Geográfico do Reino da Polônia, publicado em 1880, reconhece a cidade de Wejherowo como a capital da Cassúbia.
Estende-se por uma área de 27,0 km², com 46 271 habitantes, segundo o censo de 31 de dezembro de 2023. Era a sexta cidade mais populosa da voivodia da Pomerânia e a 88.ª mais populosa da Polônia.

## Nacionalidade
Antiga cidade fronteiriça entre a Polônia e a Alemanha, Wejherowo mudou de nacionalidade várias vezes. Também sofreu ocupação sueca durante o Dilúvio Sueco e ocupação francesa durante as Guerras Napoleônicas.
- 1643-1772 –  República das Duas Nações
- 1772-1871 –  Reino da Prússia
- 1871-1920 –  Império Alemão
- 1920-1939 –  Segunda República Polonesa
- 1939-1945 –  Alemanha Nazista (ocupação)
- 1945-1989 –  República Popular da Polônia
- 1989- atual –  Terceira República Polonesa

## Osiedla
O estatuto da cidade prevê a possibilidade de criar unidades auxiliares do município chamadas osiedla. No mandato de 2018–2023 do conselho municipal, foram designados osiedla, para os quais foram realizadas eleições para os conselhos de osiedla no início de 2019: Przemysłowa, Sucharskiego, Śmiechowo Północ, Śmiechowo Południe. A condição para estabelecer um conselho de osiedla era uma participação de 10% nas eleições. Somente o osiedle Sucharskiego alcançou essa condição.

## Estrutura da área
Wejherowo tem uma área de 27,0 km² (2023), incluindo:
- Terras agrícolas: 20%
- Terras florestais: 49,7%

A cidade ocupa 2% da área do condado.

## História

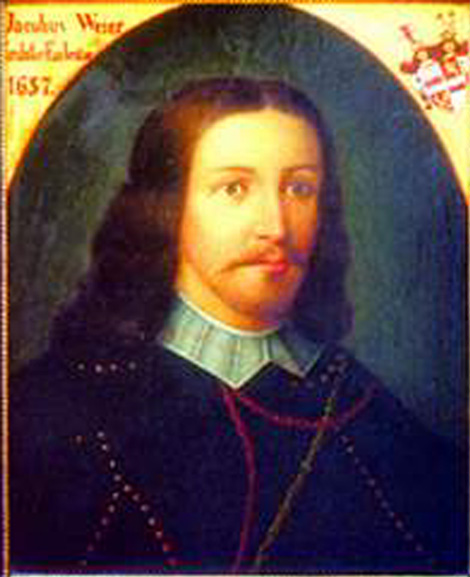
Jakub Weiher — fundador da cidade

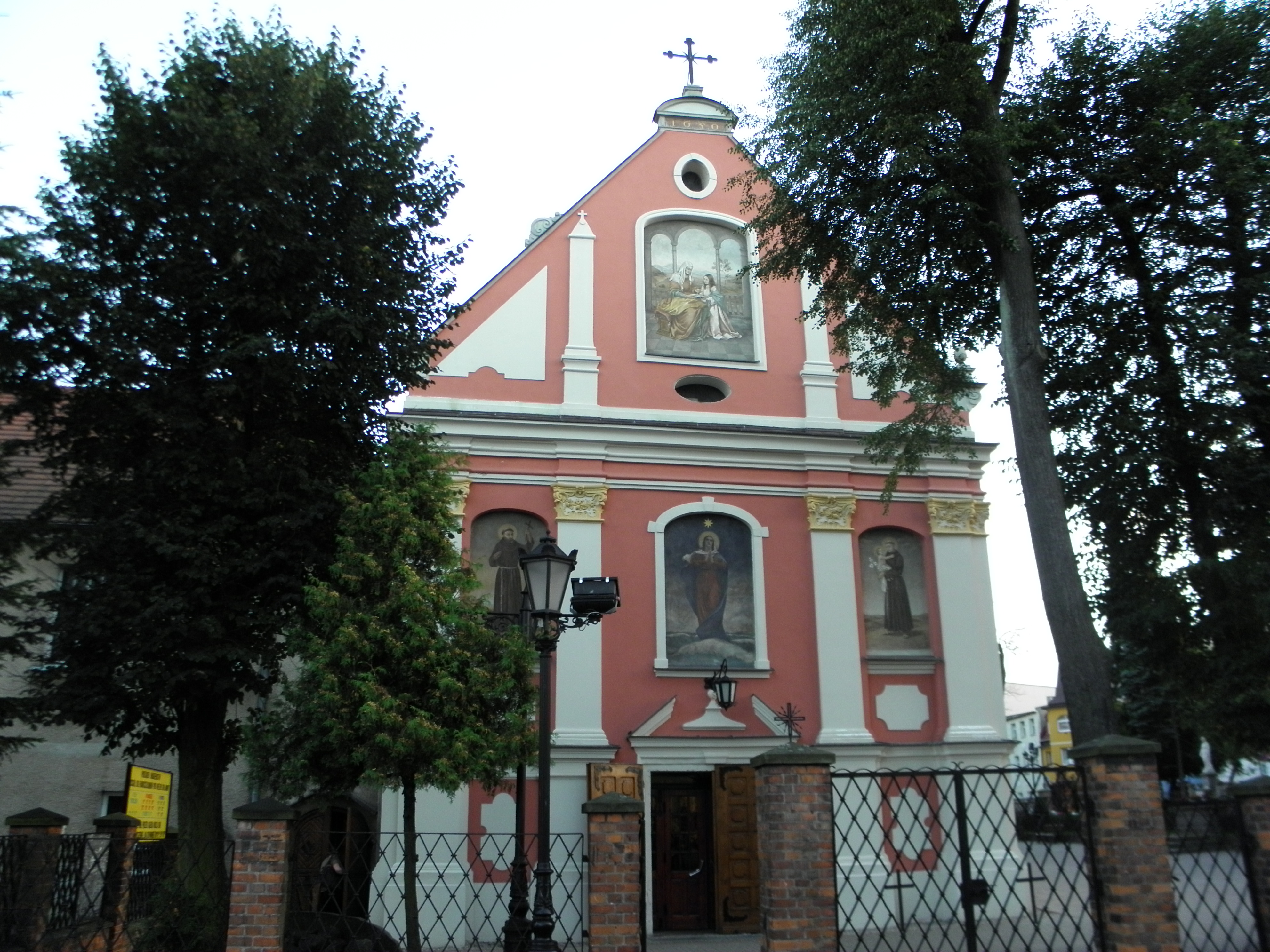
Igreja de Santa Ana de 1650, fundada para os franciscanos por Jakub Wejher

Fundada em 1643 pelo voivoda polonês Jakub Wejher, Wejherowo recebeu os direitos de cidade em 1650. Inicialmente, também era chamada de Wejherowska Wola e Nowe Miasto (em oposição a “cidade velha”, ou seja, Puck), sendo que o nome alemão comum na época era Weihersfrey ou Weiherfrai. Após 1676, passou a ser propriedade de famílias de magnatas locais (por um tempo, também pertenceu à família Sobieski).
Como resultado da Primeira Partição da Polônia (1772), foi incorporada à Prússia com o nome de Neustadt, ou Cidade Nova. Em 1818, tornou-se uma cidade distrital na Regência de Gdansk (Prússia Ocidental), tornando-se também a sede do distrito eclesiástico da Igreja da União Evangélica da Velha Prússia, após sua incorporação à Polônia, renomeada como a superintendência (diocese) de Wejherowo da Igreja da União Evangélica, que existiu até 1945. Em 1870, foi construída uma conexão ferroviária com Gdansk e Słupsk. Naquela época, a cidade era habitada principalmente por alemães e cassúbios. Na virada dos séculos XIX e XX, a cidade se desenvolveu economicamente intensamente.
Em fevereiro de 1920, Wejherowo foi anexada à Polônia pelo Exército Azul do General Haller. Enquanto as tropas polonesas estavam na cidade, um discurso foi feito pelo famoso ativista cassúbio Antoni Abraham. Em 1927, tornou-se a sede do Condado Marítimo na voivodia de Pomerânia (que incluía o antigo condado de Puck e o condado de Wejherowo sem Gdynia). A estrutura demográfica começou a mudar lentamente em favor dos poloneses. No período entre guerras, Wejherowo foi um dos principais centros de regionalismo (foi postulada a autonomia da região da Pomerânia no Estado polonês).
Em 9 de setembro de 1939, Wejherowo foi ocupada pelos alemães. Os alemães deram a ela um nome ligeiramente diferente daquele válido durante o Império Alemão: Neustadt in Westpreußen, ou seja, Cidade Nova na Prússia Ocidental. O ilustre prefeito Teodor Bolduan foi imediatamente preso e executado. Logo após o fim das hostilidades, a cidade foi visitada pelo gauleiter da Pomerânia, Albert Forster, que ameaçou publicamente os habitantes antialemães de Wejherowo. Durante a ocupação, a Organização Militar Secreta “Gryf Pomorski” estava ativa. No final de 1939 e início de 1940, os alemães executaram de 12 mil a 14 mil pessoas, incluindo muitos moradores de Wejherowo, nas florestas de Piasnica. Em 12 de março de 1945, a cidade foi conquistada por unidades do 1.º Exército Blindado de Guardas e do 19.º Exército da Segunda Frente Bielorrussa, bem como por unidades do 2.º e do 3.º Batalhão de Tanques da 1.ª Brigada Blindada Polonesa, em homenagem aos Heróis de Westerplatte. Para comemorá-los, em maio de 1970, um monumento — um tanque (T-34-85) foi erguido na rua Ofiar Piaśnica. Atualmente, o tanque está no Parque Cassúbio, na rua Strzelecka.
Em 1975, Wejherowo perdeu sua posição de condado, recuperando-o apenas em 1999 (como parte da reforma, os condados foram restaurados na Polônia e a voivodia da Pomerânia foi criada). Em 2006–2008, foi realizada a primeira renovação completa do histórico complexo do Calvário de Wejherowo.
Resumo

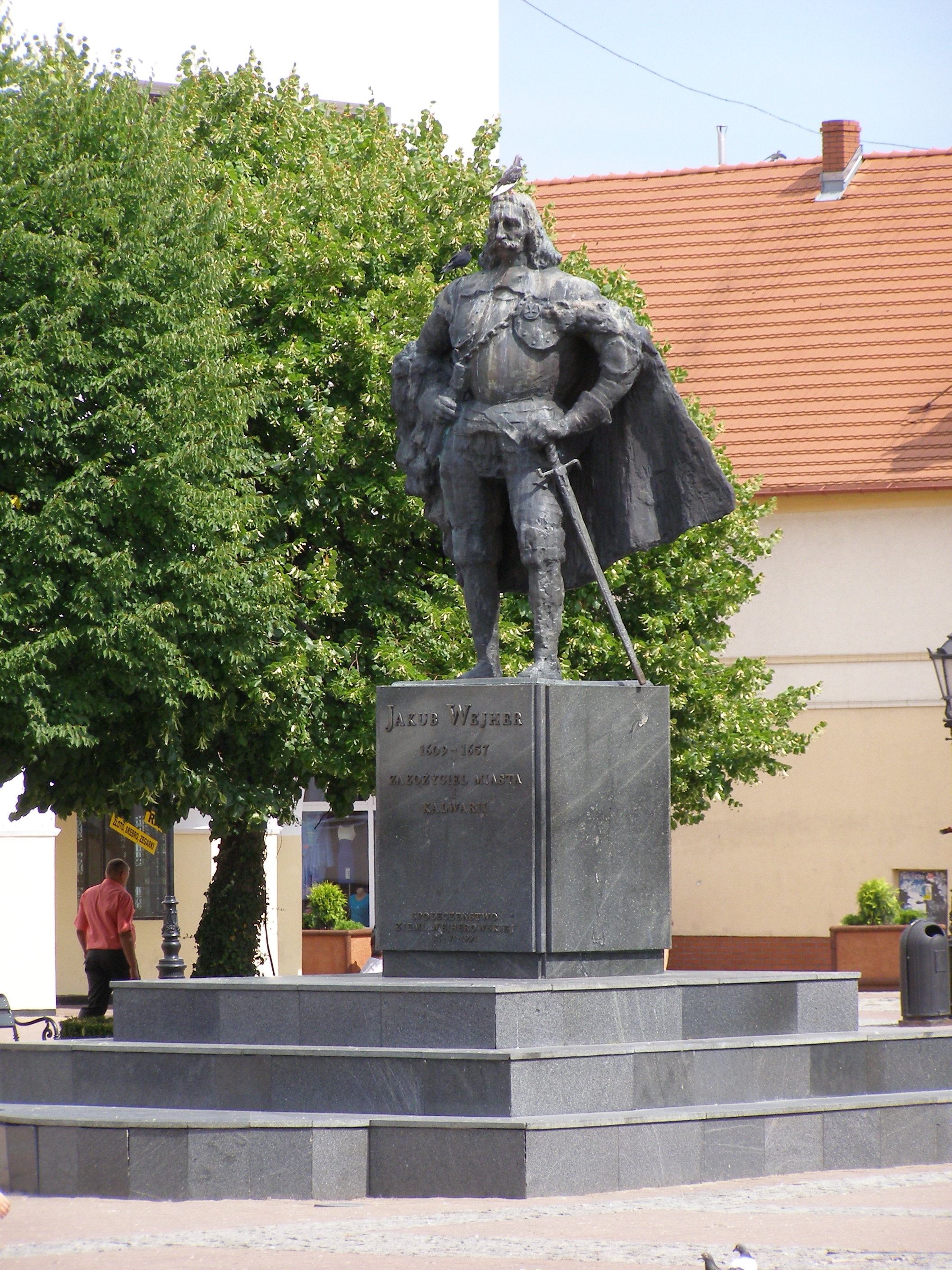
Monumento a Jakub Wejher

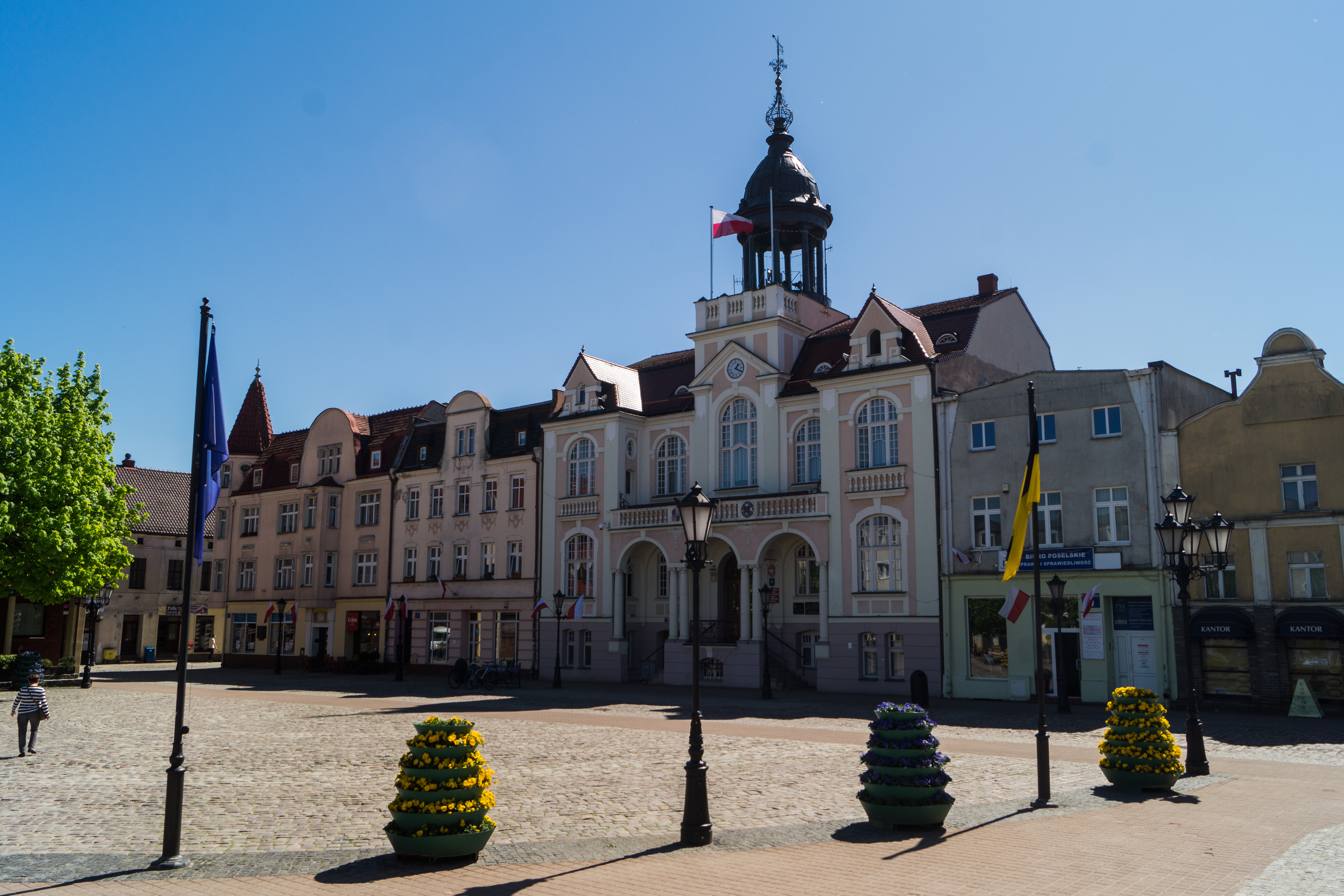
Prefeitura

- Século VII a IX — assentamento eslavo e castro na Colina do Castelo.
- Primeira metade do século XIV — primeiras referências documentadas aos assentamentos de Nanice e Śmiechowo (atuais distritos de Wejherowo)
- 1576 — na posse do starosta de Puck Ernest Wejher.[8]
- 1643 — fundação do assentamento chamado Wejherowo Wola nas terras do vilarejo de Śmiechowo (atual distrito da cidade)
- 1644 — fundação da igreja da Santíssima Trindade por Jakub Wejher.
- 1649–1655 — construção do Calvário de Wejher, fundado por Jakub Wejher e seus parentes.
- 1650 — Wejherowo Wola recebeu os direitos de cidade do rei João II Casimiro Vasa.
- 1676 — a cidade foi comprada de volta pelo duque M. K. Radziwiłł
- 1685 — propriedade de João III Sobieski
- 1772 — cidade sob o domínio prussiano, renomeada Neustadt in Westpreußen
- 1796 — a cidade foi comprada pelo conde Keyserlingk
- 1870 — inaugurada a conexão ferroviária com Gdansk e Koszalin.
- 1920 — após 148 anos, a cidade retorna à Polônia
- 7 e 8 de setembro de 1939 — o 1.º Regimento de Rifles Marítimos travou pesadas batalhas defensivas perto de Wejherowo
- 1939–1945 — a cidade é anexada pela Alemanha Nazista, renomeada novamente como Neustadt in Westpreußen
- 12 de março de 1945 — captura da cidade por tropas soviéticas e polonesas, fim da ocupação alemã e retorno da cidade às fronteiras da Polônia no pós-guerra
- 1975 — abolição do condado de Wejherowo como resultado de uma reforma administrativa.
- 1999 — restauração do condado como resultado de outra reforma administrativa, Wejherowo na voivodia da Pomerânia.

## Monumentos históricos

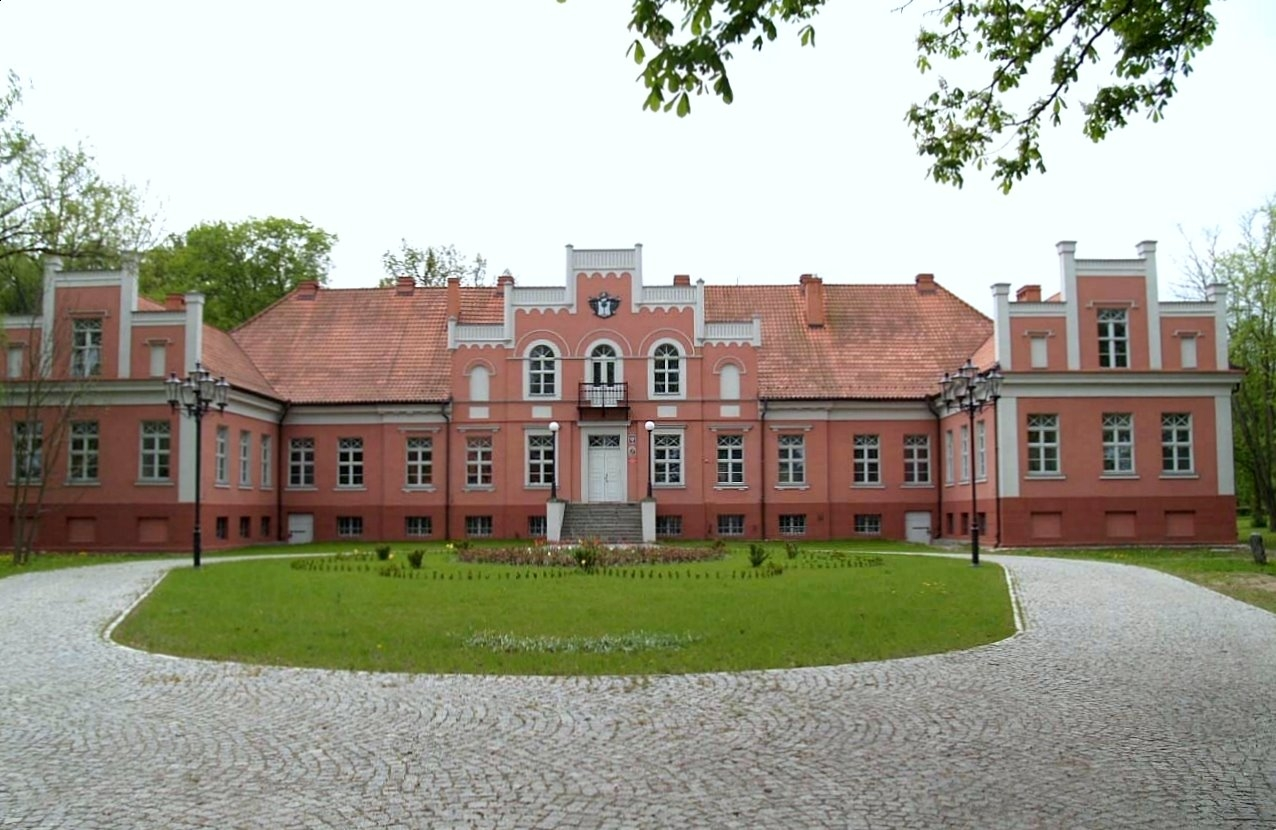
Museu da Escrita e Música Cassúbio-Pomerana

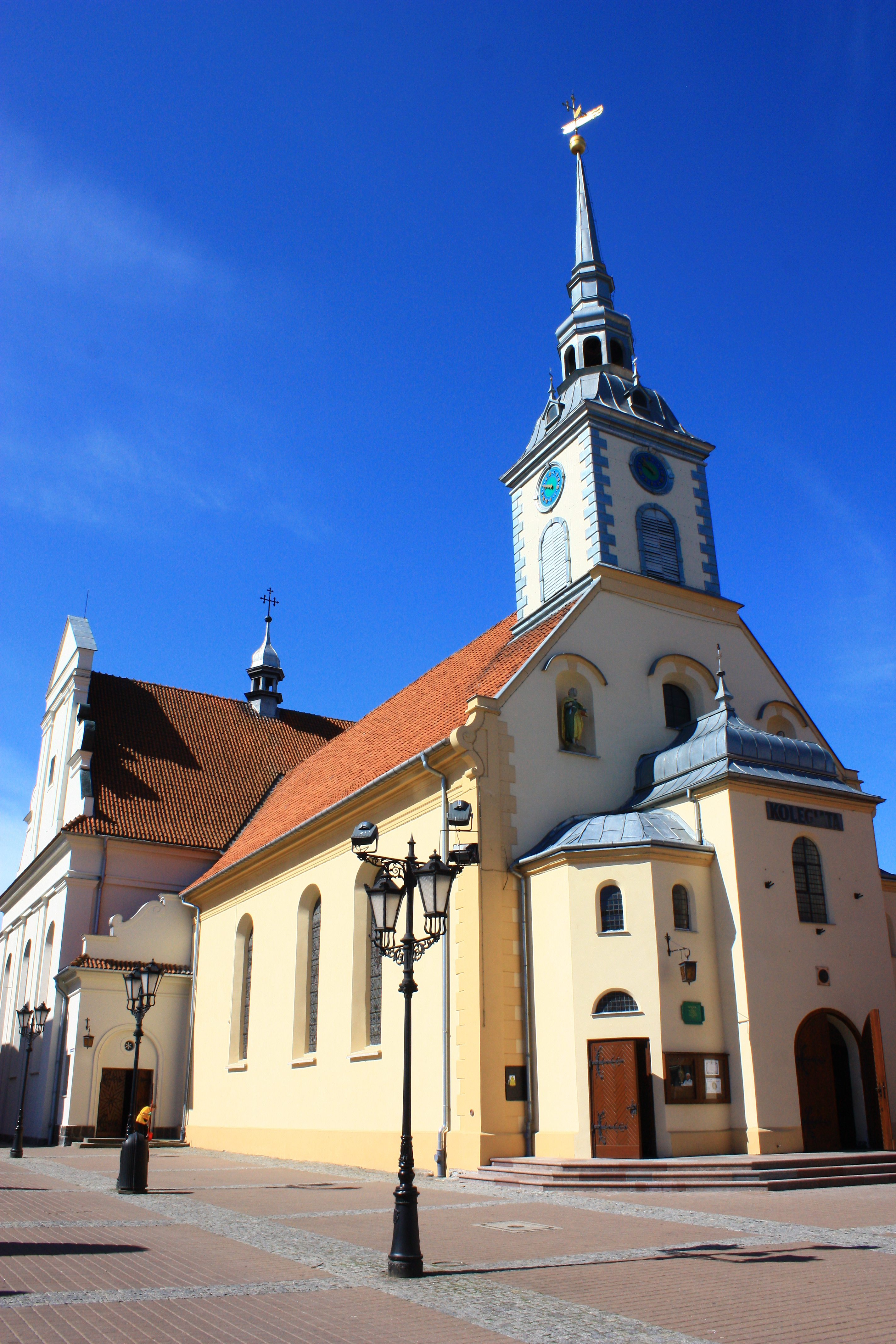
Igreja colegiada da Santíssima Trindade

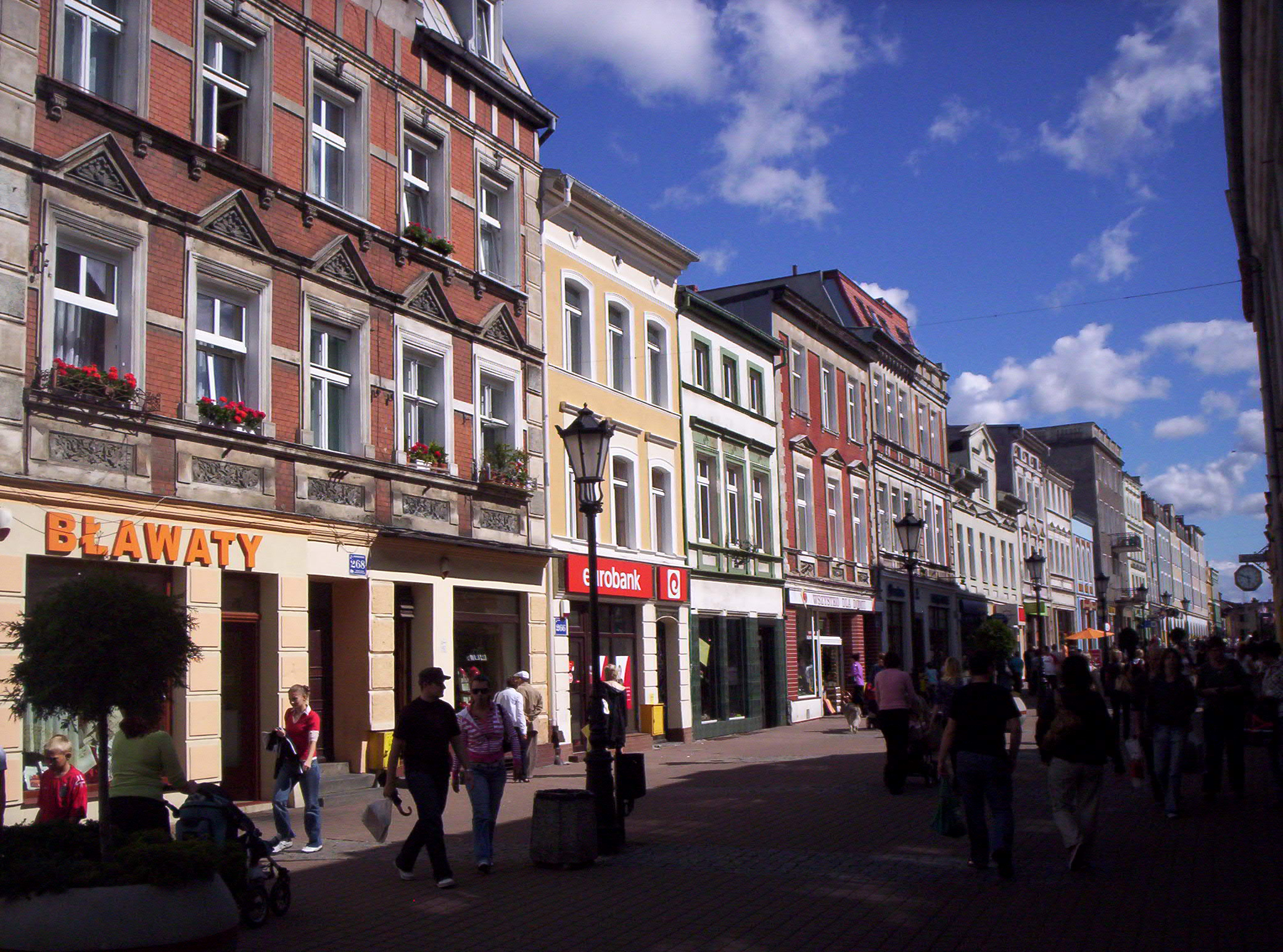
Parte da rua João III Sobieski

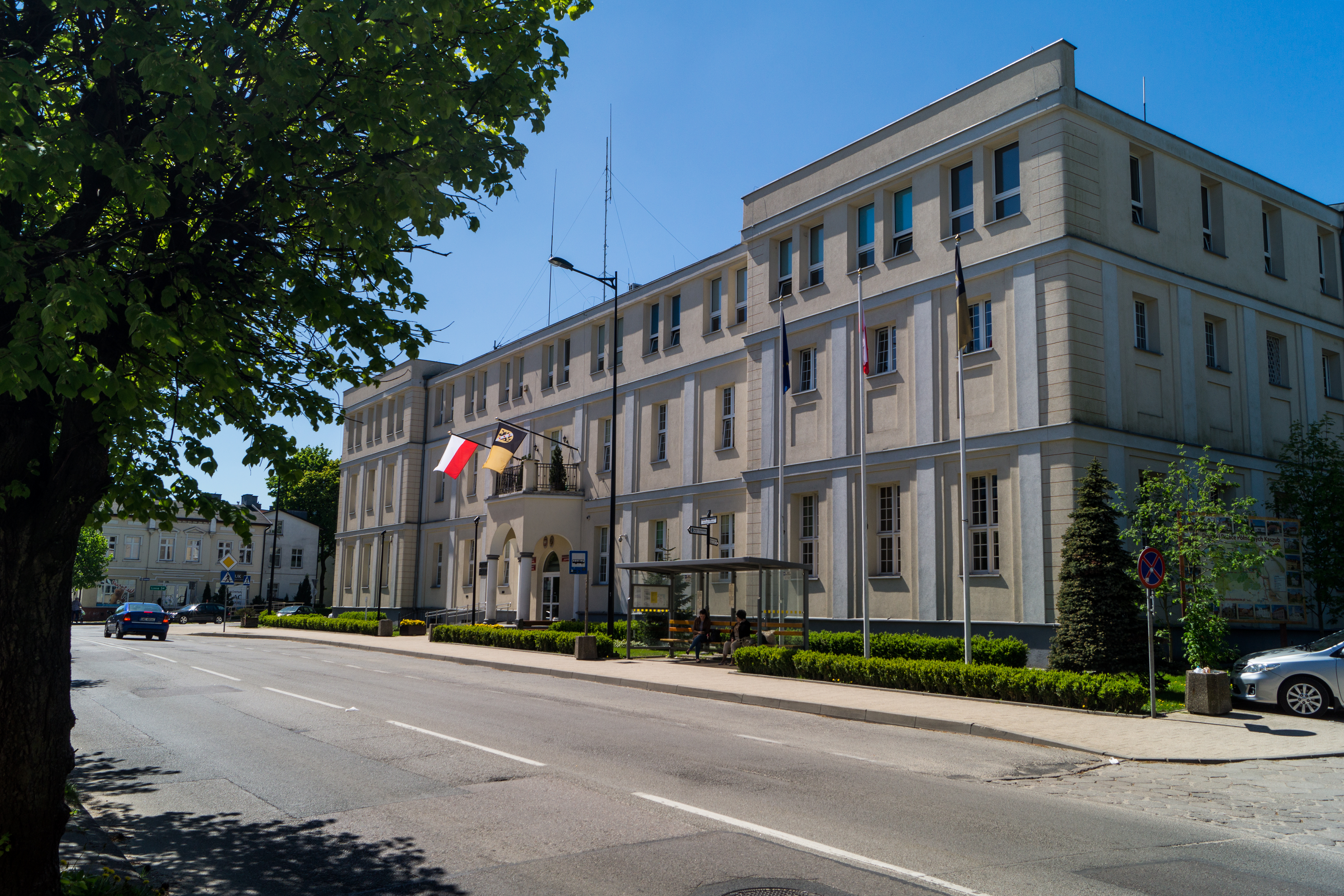
Escritório Distrital em Wejherowo

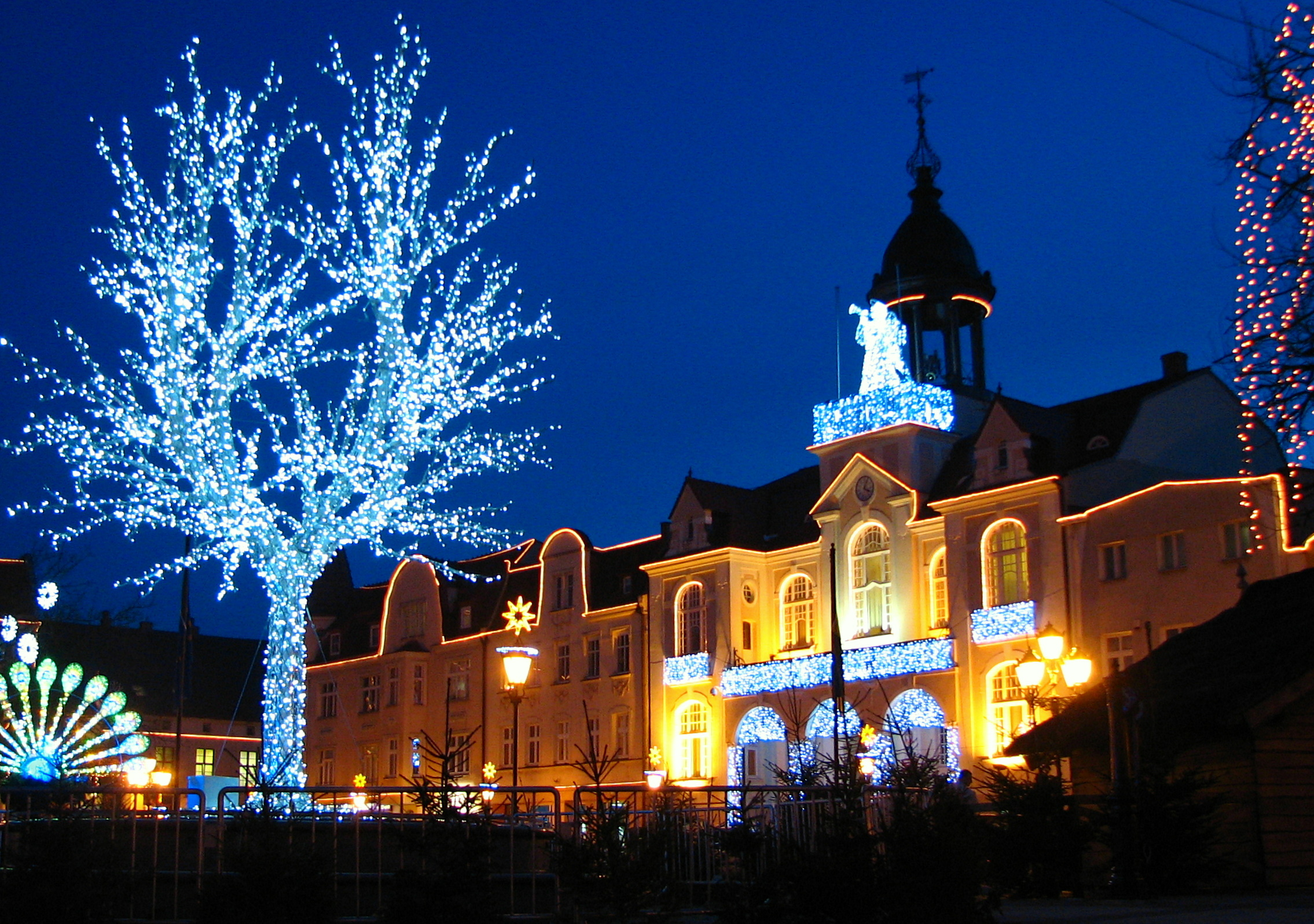
Iluminação natalina da praça e da Câmara Municipal

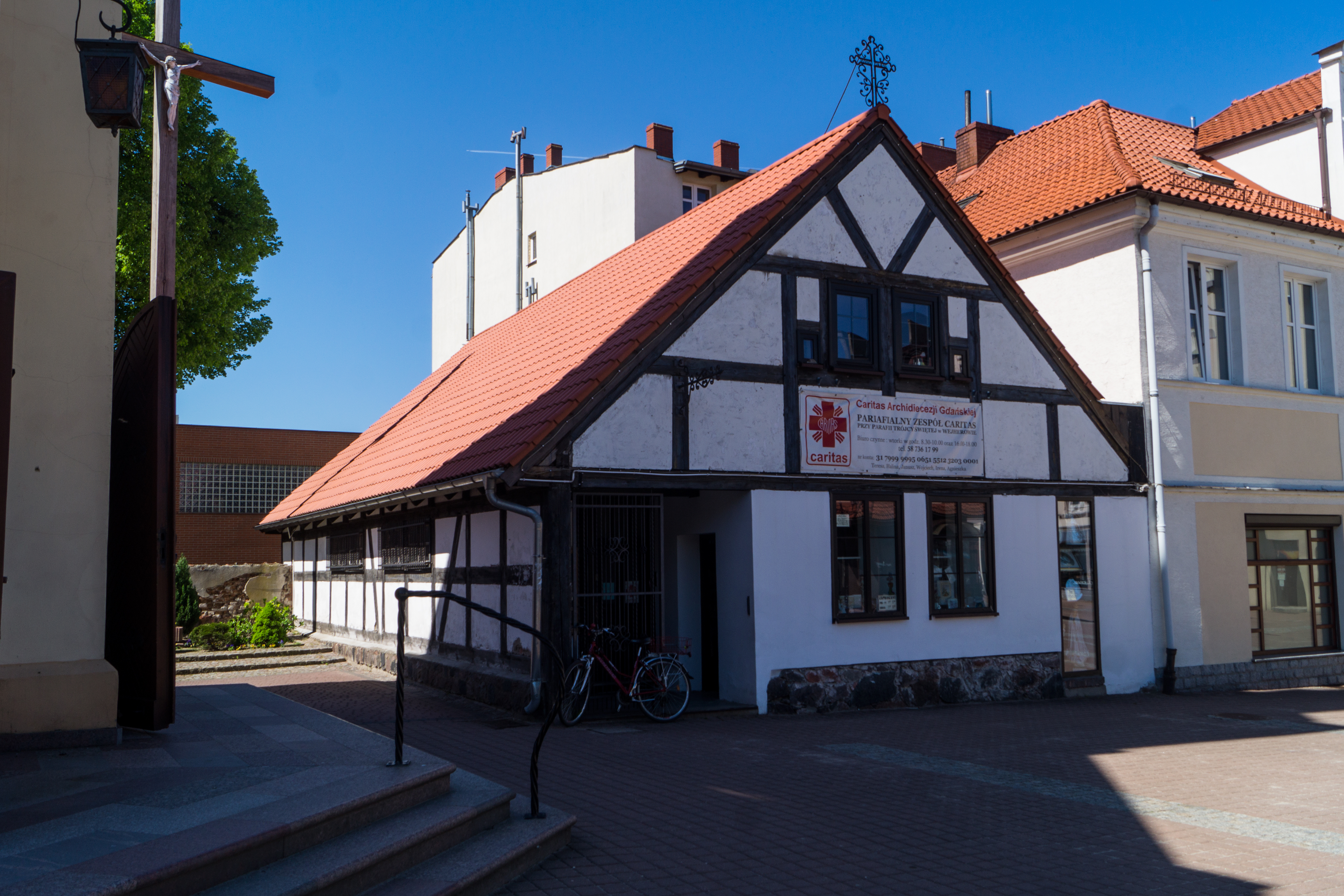
Edifício em enxaimel de um antigo hospital/asilo

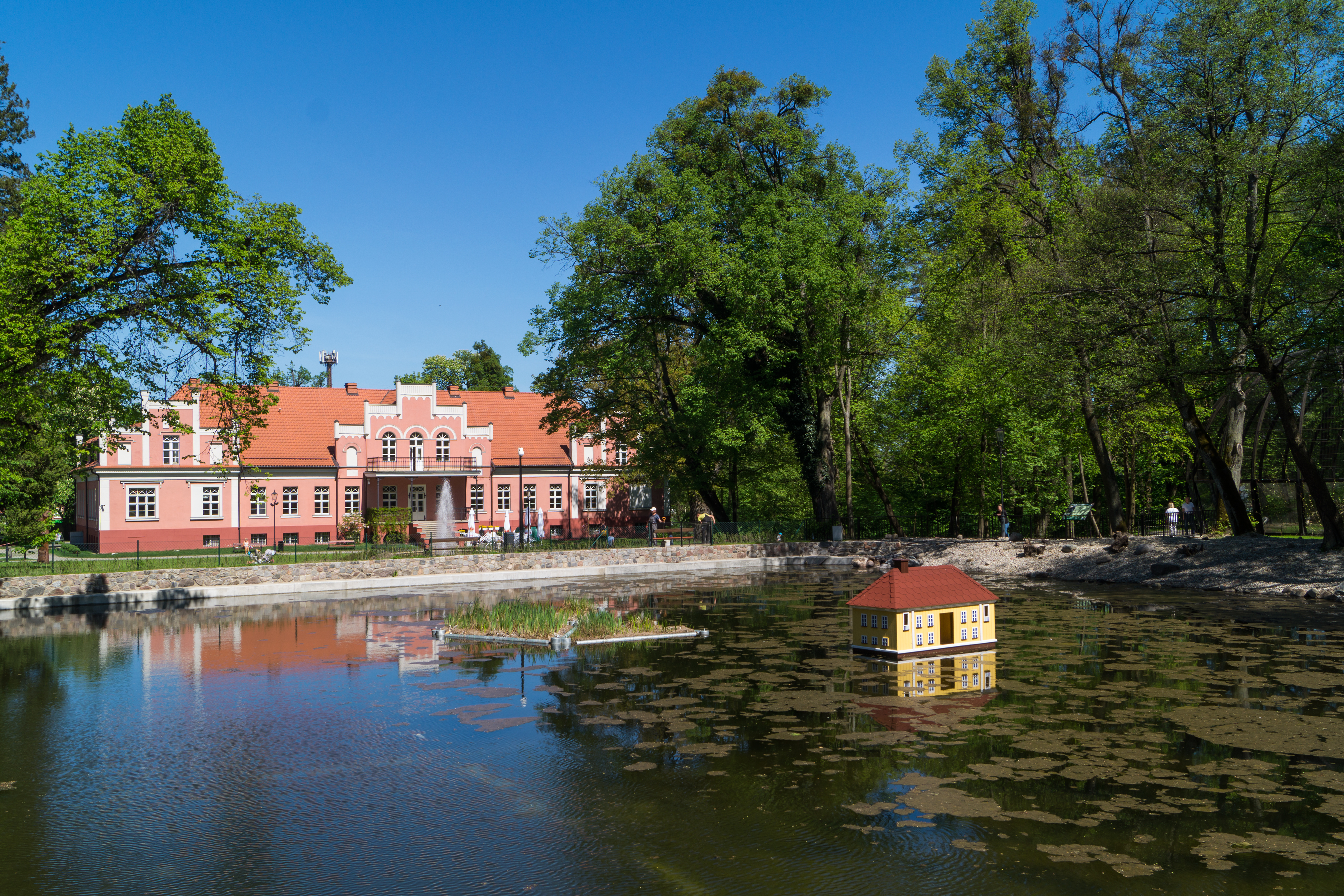
Parque Majkowski com o Palácio dos Keyserlingks e Przebendowskis

- Calvário de Wejher, fundado pelo voivoda Wejher em 1649–1659, composto por 26 capelas barrocas, rococó e neogóticas fundadas pela família Wejher.
- Palácio dos Keyserlingks e Przebendowskis (hoje sede do Museu de Literatura e Música Cassúbio-Pomerana, listado no Registro Nacional de Museus)
- Igreja da Trindade de 1755, fundada por Jan Przebendowski, no local de uma igreja anterior de 1644 — atualmente uma igreja colegiada

pós-evangélica, neogótica
- Igreja de São Estanislau Kostka, de 1908, com cinco torres
- Convento de São Leão, construído em 1872 pelos habitantes da cidade para monges reformados privados de seu antigo mosteiro pelas autoridades prussianas
- Igreja e mosteiro franciscano em Wejherowo, de 1650, fundado para os franciscanos por Jakub Wejher
- Criptas das famílias Wejher e Przebendowski (no porão do mosteiro)
- Pintura de Nossa Senhora de Wejherowo, localizada na igreja do mosteiro — coroada pelo Papa João Paulo II durante a missa no Hipódromo de Sopot.
- Praça Jakub Wejher com o monumento ao fundador da cidade, Jakub Wejher
- Rua João III Sobieski — o calçadão da cidade, construído em 1643
- Prefeitura (com modelos do centro histórico de Wejherowo e do Calvário de Wejherowo em exposição)
- Enfermaria em enxaimel do século XVII
- Casas geminadas ecléticas da virada dos séculos XIX e XX
- Prédio da escola secundária de 1866
- Prédio do tribunal de 1880
- Antigo cemitério
- Parque municipal Aleksander Majkowski (do século XVIII)
- Moinho de água no rio Cedron do século XVII (reconstruído após um incêndio em 1920)
- Antigo prédio do Complexo da Escola de Eletricidade
- Prédios do antigo Hospital Psiquiátrico (agora escolas especiais e uma unidade militar)
- Prédio da estação ferroviária
- Prédio da agência dos correios
- Edifício dos correios
- Edifício da autoridade distrital
- Mansão Musica (que agora abriga o Museu Piasnica)
- Casa do Moleiro (agora um prédio residencial)

## Demografia
Conforme os dados do Escritório Central de Estatística da Polônia (GUS) de 31 de dezembro de 2024, Wejherowo é uma cidade pequena com uma população de 45 734 habitantes (6.º lugar na voivodia da Pomerânia e 88.º na Polônia), tem uma área de 27,0 km² (11.º lugar na voivodia da Pomerânia e 216.º lugar na Polônia) e uma densidade populacional de 1 694 hab./km² (13.º lugar na voivodia da Pomerânia e 92.º lugar na Polônia). Entre 2002–2024, o número de habitantes aumentou 2,2%.
Os habitantes de Wejherowo constituem cerca de 19,86% da população do condado de Wejherowo, constituindo 1,94% da população da voivodia da Pomerânia.
| Descrição                         | Total      | Total    | Mulheres   | Mulheres | Homens     | Homens   |
| --------------------------------- | ---------- | -------- | ---------- | -------- | ---------- | -------- |
| unidade                           | habitantes | %        | habitantes | %        | habitantes | %        |
| população                         | 45 734     | 100      | 23 694     | 51,8     | 22 040     | 48,2     |
| área                              | 27,0 km²   | 27,0 km² | 27,0 km²   | 27,0 km² | 27,0 km²   | 27,0 km² |
| densidade populacional (hab./km²) | 1 694      | 1 694    | 877,5      | 877,5    | 816,5      | 816,5    |

## Clima
A localização próxima do mar Báltico significa que Wejherowo é influenciado por um clima marítimo. O clima continental tem muito menos impacto do que em outras regiões do país. O mês mais quente é julho, onde a temperatura média varia de +13 °C a +22 °C. Janeiro é o mais frio (a temperatura varia de -6 °C a 1 °C). A temperatura média anual é de aproximadamente +7 °C. A precipitação média anual é de 660 mm. O mês mais chuvoso é agosto (90 mm), o menos chuvoso cai em março (20 mm).
| Mês                           | Jan | Fev | Mar | Abr | Mai | Jun | Jul | Ago | Set | Out | Nov | Dez | Anual |
| ----------------------------- | --- | --- | --- | --- | --- | --- | --- | --- | --- | --- | --- | --- | ----- |
| Temperatura máxima média [°C] | +1  | 0   | +3  | +10 | +16 | +20 | +22 | +20 | +18 | +12 | +6  | +2  | +11   |
| Temperatura mínima média [°C] | −6  | −5  | −2  | +1  | +5  | +9  | +13 | +11 | +8  | +5  | +1  | −1  | +3    |
| Precipitação [mm]             | 40  | 30  | 20  | 30  | 50  | 60  | 80  | 90  | 60  | 50  | 40  | 50  | 660   |

## Transporte

### Transporte de ônibus
O transporte público em Wejherowo é organizado pela MZK Wejherowo e oferece transporte em 17 linhas de ônibus na própria cidade.
Há também a linha de ônibus J (Wejherowo Hospital — Rumia Partyzantów), organizada pela ZKM em Gdynia.
Graças às suas conexões rodoviárias e ferroviárias, Wejherowo está conectada a outras cidades da Polônia. As cidades vizinhas podem ser alcançadas por ônibus.
Há também empresas de táxi.

### Transporte ferroviário

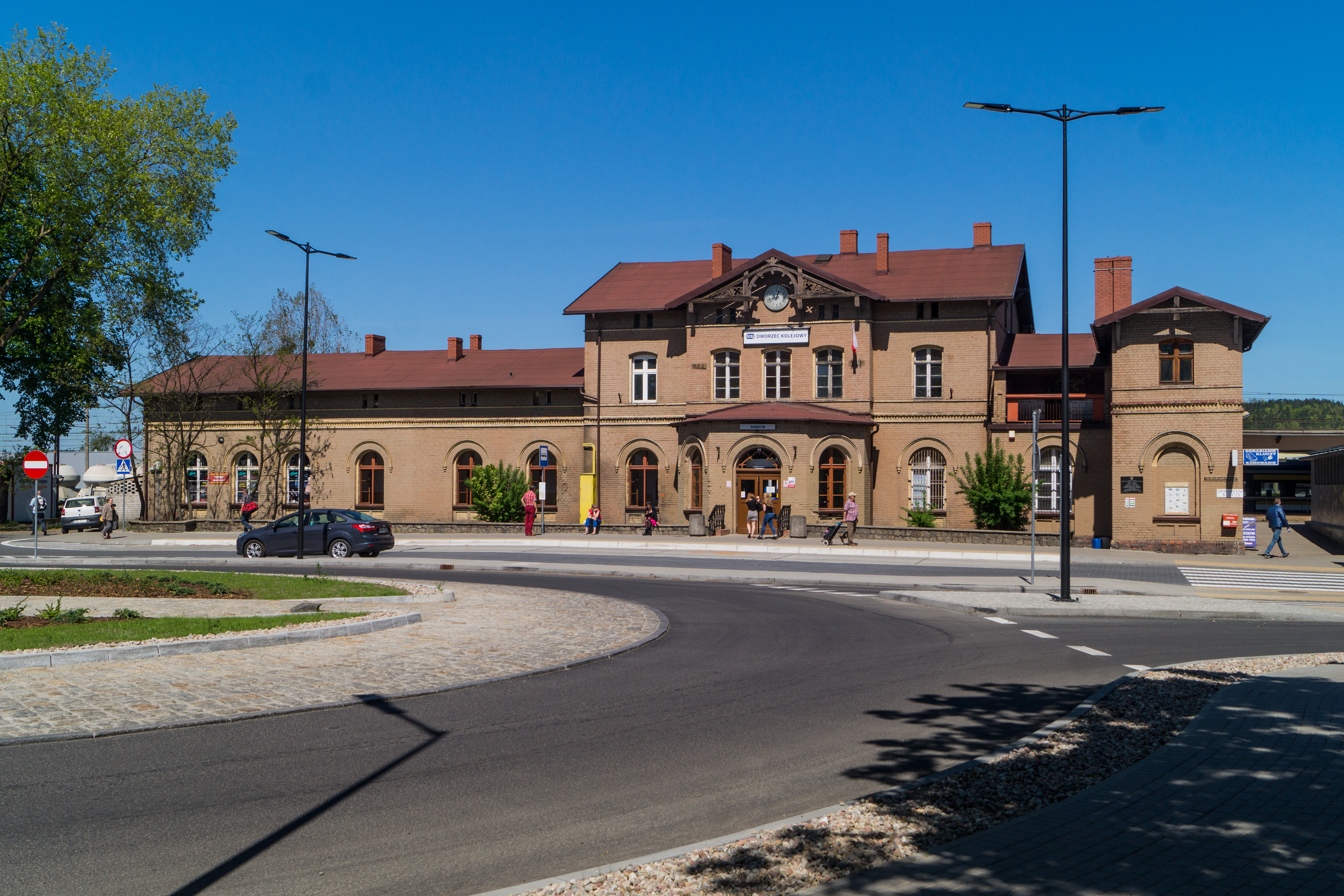
Estação ferroviária de Wejherowo

A linha de trem n.º 202 (Gdansk-Starogard Gdański) passa por Wejherowo. A linha de trem Berlim-Szczecin-Koszalin-Słupsk- Wejherowo-Gdynia e, atualmente fechada, a linha de trem Wejherowo-Garczegorze se cruzam na cidade. Wejherowo é conectada à Tricidade pela Ferrovia Urbana Rápida, servindo duas paradas de passageiros e a estação de Wejherowo.
Atualmente, a cidade tem uma estação ferroviária e duas paradas de passageiros ativas:
- Wejherowo — estação ferroviária construída em 1870.
- Wejherowo Nanice — parada de passageiros, construída em 1950.
- Wejherowo Śmiechowo — uma parada colocada em serviço com a parada Wejherowo Nanice em 1950.

Havia também uma parada (agora um desvio da via) na Fábrica de Cimento Wejherowo, inaugurada em 1902.

### Transporte rodoviário
Várias estradas importantes se cruzam em Wejherowo:
- Estrada provincial n.º 218: Krokowa — Wejherowo — Chwaszczyno — Gdansk
- Estrada provincial n.º 224: Wejherowo — Szemud — Przodkowo — Kartuzy — Egiertowo — Nowa Karczma — Skarszewy — Godziszewo — Tczew.

### Transporte aéreo
Em 1985, foi inaugurada uma pista de pouso sanitária na rua Jagalskiego.

## Turismo

### Atrações na região
- Parque paisagístico da Tricidade — Reserva florestal de Gałęźna Góra[12]
- Floresta Darżlubska com duas trilhas marcadas e uma trilha natural/florestal[13]
- Cavernas de Mechowskie — caverna de pseudo-cárstico em Mechowo, na borda da Floresta Darżlubska[14]
- Lago Żarnowieckie em uma ravina pós-glacial[15]
- Rio Reda fluindo no vale proglacial Pleistocênico Reda-Łeba
- Na floresta de Lisewo, “Pedras do Diabo”[16] — um grande bloco errático, um gnaisse com 20 m de circunferência
- Reserva de turfa de Lewice (a chamada Turfeira Biała)[17]

### Trilhas para caminhadas

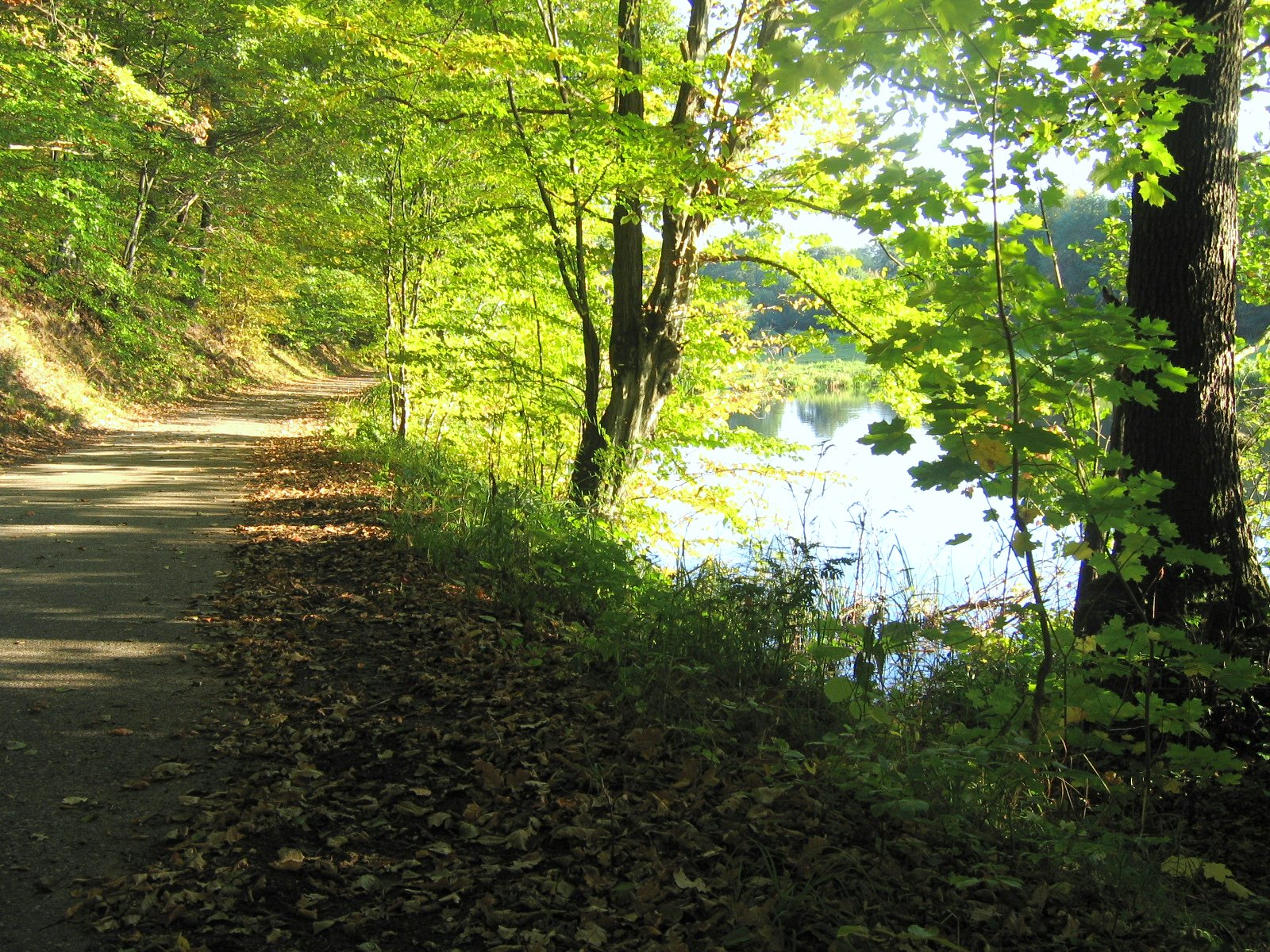
Trecho de uma das ciclovias da cidade

- Trilha vermelha, “Trilha de Wejherowo” — leva ao Parque Paisagístico da Tricidade. Ela começa em Wejherowo e passa por Wyspowo, Borowo, Wygoda, Bieszkowice (incluindo Piekiełko), Gdynia até Sopot Kamienny Potok. A trilha tem 55 km de extensão. Na seção de Bieszkowice a Wejherowo, é possível explorar vários lagos, incluindo Zawiat, Bieszkowice, Wygoda, Rąbówka e Borowo. A trilha atravessa a reserva natural de Cisowa, em Gdynia; ela passa por três outras reservas: Kacze Łęgi, Łęg nad Swelinią e Pełcznica.[18]

- Trilha verde, “Trilha da Floresta Darżlub” — a trilha percorre a parte oeste da Floresta Darżlub. A rota começa na estação ferroviária de Wejherowo e vai até o alojamento do guarda-florestal de Miga. Em seguida, para Piaśnica, lago Dobre, ao longo da borda da floresta via Sobieńczyce até Żarnowiec e Krokowa. A trilha é acessível a ciclistas.[19]
- Trilha preta, “Trilha Zagórska Struga”, com 56 km de extensão, vai de Gdynia Wzgórza św. Maksymiliana, passando por Piekiełko e Rumia até Wejherowo. A trilha passa principalmente por florestas, ao longo da borda do planalto de Gdańsk, fortemente cortada por vales, passando por muitos monumentos naturais (árvores, pedras irregulares). A rota começa e termina nos dois maiores vales — o vale Zagórska Struga e o vale Cedron. Na trilha, é possível visitar 17 das 26 capelas do Calvário de Wejherowska.[20]
- Trilha azul, “Ao longo da orla de Kępa Pucka” — o percurso tem 33,2 km de extensão e vai de Puck até Rzucewo, Osłonino, Mrzezino, Rekowo e depois entra nas florestas de Wejherowo.[21]

## Cultura
Ao longo dos séculos, Wejherowo tem sido um forte centro da cultura polonesa, resistindo com sucesso à campanha de germanização (a atividade do Círculo Filomático “Wiec” e S. Maroński, J. Łęgowski, L. Jakowicki; círculos de canto e teatros amadores). Depois de 1920, a cidade também foi um importante centro do regionalismo cassúbio — a Gazeta Kaszubska (Jornal Cassúbio) foi publicada lá, primeiro como uma revista quinzenal e depois como uma revista semanal Klëka, transformada em 1939 em Tygodnik Wielkiego Pomorza e Świt (Alvorada). No período entre guerras, a animadora da vida cultural na cidade foi Maria Lukrecja Bobrius-Kręcka, que gerenciou a Sociedade de Entusiastas do Palco e criou um círculo de teatro em Wejherowo, que encenou peças de autores cassúbios, como Jan Karnowski, Bernard Sychta e Hieronim Derdowski; ela também contribuiu para o surgimento do Teatro Cassúbio em Wejherowo.

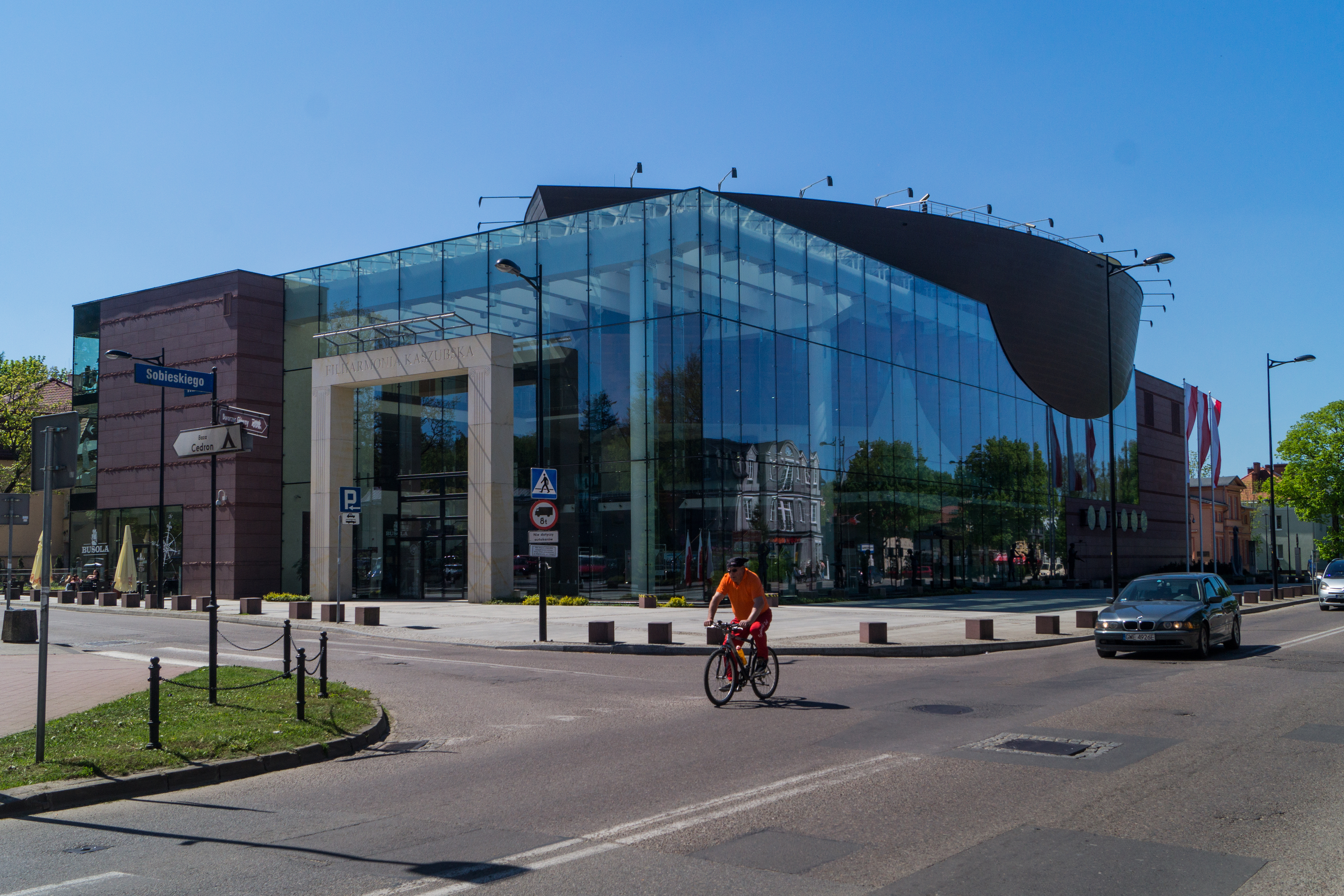
Edifício da Filarmônica Cassúbia — Centro Cultural de Wejherowo

Wejherowo abriga o Museu de Literatura e Música Cassúbio-Pomerana, que reúne a literatura cassúbio-pomerana e organiza vernissages e exposições. Outro museu, onde se pode conhecer a história da família Wejher e as atividades dos franciscanos, está localizado no porão do mosteiro. Desde 2015, Wejherowo abriga o Museu Piaśnica. Desde 2023, ele está instalado no histórico edifício “Mansão Musica” na rua Ofiar Piaśnica, que foi a sede local da Gestapo durante a Segunda Guerra Mundial.

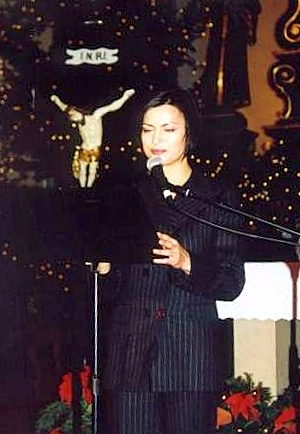
Verba Sacra — Danuta Stenka lê a Bíblia em cassúbio

O moderno edifício da Filarmônica Cassúbia abriga o Centro Cultural Wejherowo, que, assim como o Complexo Educacional do Condado, administra várias seções e círculos de interesse, além de oferecer educação cultural, organizar eventos de grande escala e coordenar atividades culturais na cidade e na região. Há também um estúdio de cinema no Centro Cultural Wejherowo, que foi criado depois que o cinema “Świt” foi fechado no final do século XX, e um grande teatro e sala de concertos (que já recebeu apresentações de Budka Suflera, Grupa MoCarta, Raz, Dwa, Trzy, Aga Zaryan, Anna Maria Jopek, Hanna Banaszak, Edyta Geppert, Renata Przemyk, Grzegorz Turnau, Nigel Kennedy, Ania Wyszkoni, Anita Lipnicka, The Dumplings, Andrzej Piaseczny, entre outros).
Em Wejherowo, há a Biblioteca Pública Municipal Aleksander Majkowski, na rua Kaszubska (que há anos organiza o concurso literário “Powiew Weny” com as autoridades da cidade), e a Biblioteca Pública do Condado, na rua Dworcowa; há vários corais, incluindo o coral masculino Harmonia e o bem-sucedido coral misto Cantores Veiherovienses, da Polônia e da Europa. Há também a mídia local, incluindo a televisão — Twoja Telewizja Morska e Telewizja Wejherowo, a Rádio Norda FM, a imprensa local — Gryf Wejherowski, Express Powiatu Wejherowskiego, Nowiny (o boletim da prefeitura), Puls Wejherowa e sites locais — por exemplo, Nadmorski24.pl, gwe24.pl.
Eventos culturais e de entretenimento cíclicos
- Open Arts Festival
- Festival Nacional de Músicas do Mar
- Verba Sacra - Orações das catedrais polonesas
- Eventos de African Battle: Reggae e Dub vs. Old Skul Funk e Afrobeat
- Encontros com música cassúbia no palácio-museu
- Reuniões do Clube do Livro para Discussão na Biblioteca Pública Municipal
- Feira de Natal em Wejherowo
- Feira de Páscoa de Wejherowo
- Barracas de artesanatos na rua Wałowa
- Dia de Jacó
- Festival de férias
- Concertos de órgão na igreja colegiada de Wejherowo
- Concertos de câmara na véspera de Natal na igreja colegiada de Wejherowo
- Concertos de verão no parque e na praça principal
- Noites poéticas, literárias e musicais no café-galeria “Insula”
- Apresentações de bandas locais na cervejaria “Lubrow”
- Apresentações aos sábados no café-clube “Olimp”, em Wejherowo
- Reconstrução histórica em Wejherowo, ou como traidores e suecos tentaram se confraternizar na Pomerânia
- Reunião de fãs de Guerra nas Estrelas do FORCECON

## Esporte e lazer

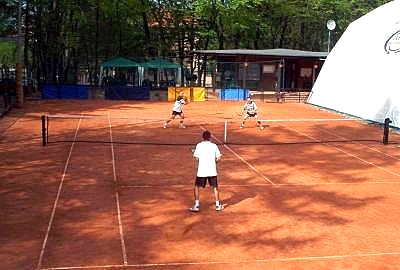
Quadras de tênis

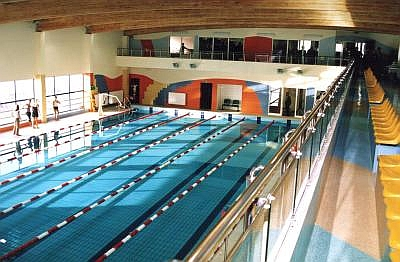
Piscina coberta

Instalações esportivas selecionadas
- Quadras de tênis de Wejherowo,
- Estádio WKS “Gryf” — Wzgórze Wolności,
- Salão de esportes e entretenimento na Escola Primária n.º 6,
- Salão de esportes na Escola Primária n.º 5,
- Complexo esportivo na Escola Primária n.º 8,
- Salão de esportes no Complexo Escolar Distrital n.º 2,
- Salão de esportes no Complexo Escolar Distrital n.º 3,
- Complexo esportivo no Complexo Escolar Distrital n.º 4,
- Piscina coberta e pista de patinação no gelo coberta (na Escola Primária n.º  8),
- Campo de golfe do “Sierra Golf Club” (Pętkowice, perto de Wejherowo).
- Centro de Integração Comunitária dos Jardins Aquáticos.[29]

Clubes esportivos
- Wejherowo Esporte Clube “Gryf” — por vários anos o único time da região na terceira liga de futebol, agora na quarta liga.[30]
- Clube Esportivo “Sprzęgło” Wejherowo[31]
- Clube Esportivo “Tytani” Wejherowo (handebol) — 1.ª liga masculina[32]
- Clube Esportivo UKS “Ósemka” (basquetebol, floorball)[33]
- Clube de boxe de Wejherowo “WKB Gryf Wejherowo”.[34]
- Clube de Xadrez Sg1 Wejherowo.[35]

Eventos esportivos cíclicos
- Torneio de streetball na praça da cidade
- Corrida de bicicleta de montanha nas colinas de morena
- Corrida de Jakub Wejher
- Festival de lazer “Wejherowo Biega”
- Torneios de futebol
- Competição de balões
- Competição de CrossFit “Wejher Cross Games”

## Religião

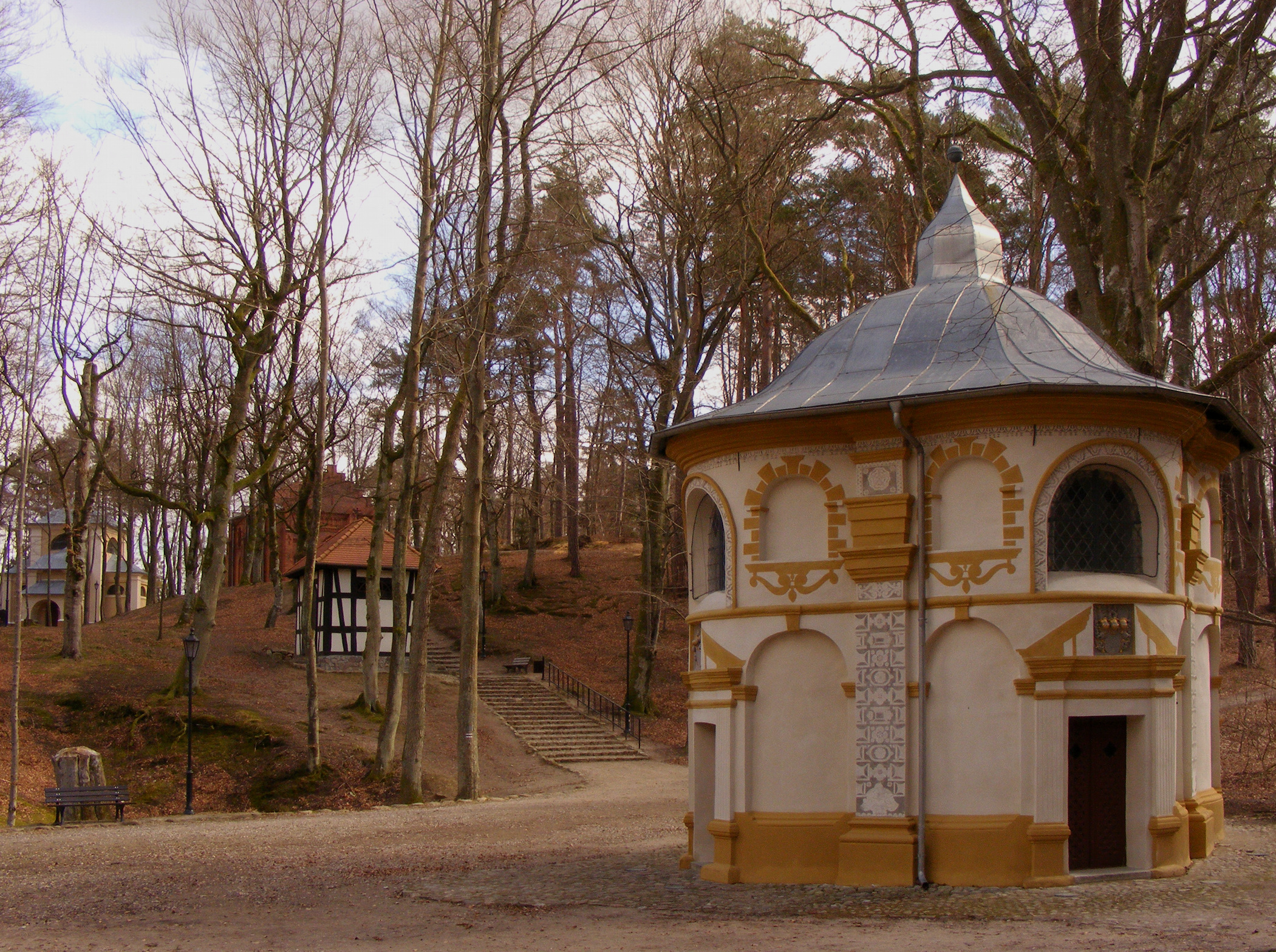
Capela do Calvário de Wejherowo

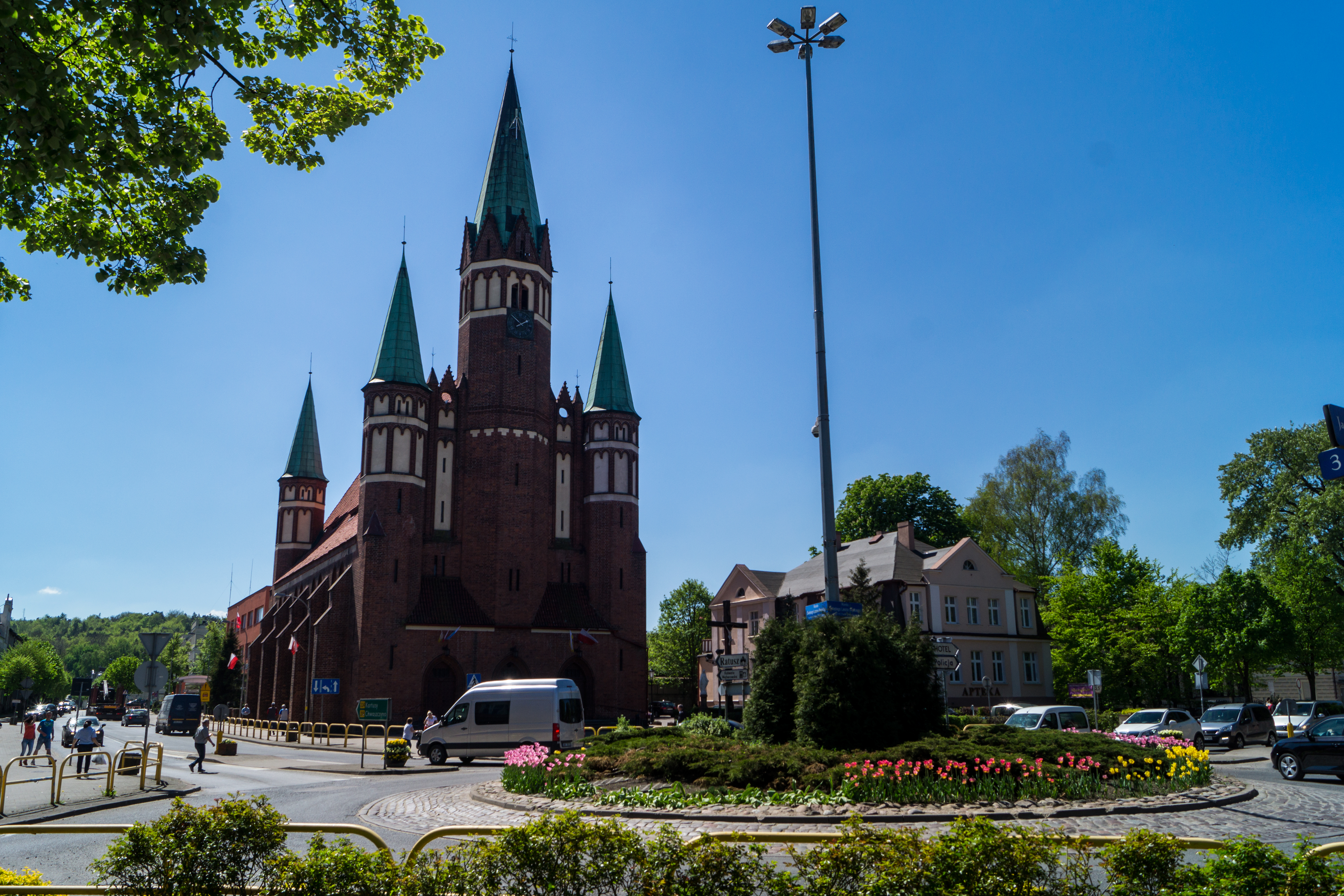
Igreja paroquial de São Leão Magno e São Estanislau Kostka (1907–1909)

### Calvário de Wejherowo
Wejherowo é às vezes chamada de “capital espiritual da Cassúbia” devido a seus inúmeros locais religiosos, incluindo o santuário da Paixão mariano e os movimentos de peregrinação associados com uma tradição secular.

### Igreja Católica de Rito Latino
- Paróquia de Cristo Rei, rua Narutowicza, 2[37]
- Paróquia da Bem-Aventurada Virgem Maria, Rainha da Polônia, rua Rybacka, 22[38]
- Paróquia de São Leão, o Grande (pós-evangélica) de Santo Estanislau Kostka, rua Sobieskiego, 235, e Convento de São Leão, o Grande, rua Maja, 19[39]
- Paróquia de Santa Ana, rua Reformatów, 19[40]
- Paróquia da Santíssima Trindade (colegiada Wejherowska), rua Kościuszki, 2 e a igreja do cemitério de Cristo, o Senhor dos Ressuscitados, rua ks. Edmunda Roszczynialskiego[41]
- Paróquia de São Carlos Borromeu, rua Gryfa Pomorskiego, 51[42]

### Comunidades de outras religiões
- Congregação da Igreja Batista[43]
- Quatro congregações de Testemunhas de Jeová (Wejherowo-Norte, Wejherowo-Srodmiescie (incluindo o grupo de língua russa), Wejherowo-Leste (incluindo o grupo de língua ucraniana), Wejherowo-Oeste) com o Salão do Reino, rua Technik, 6

### Cemitérios
Os contemporâneos existentes são:
- Cemitério Smiechowski na rua Roszczynialskiego
- Cemitério Comunal na rua Roszczynialskiego
- Antigo cemitério na rua 3 Maja
- Cemitério dos soldados soviéticos na rua Roszczynialskiego
- Cemitério — local de lembrança em Piaśnica, perto de Wejherowo — o local onde 12 mil cassúbios, poloneses e alemães foram executados, com o túmulo da Beata Alicja Jadwiga Kotowska, uma freira ressurreicionista.

Desde 2004, uma associação está ativa na cidade para comemorar os antigos cemitérios de Wejherowo, que incluem:
- Cemitério Choleric
- Cemitério Evangélico — liquidado (sem exumar os corpos) em 1951 pelas autoridades comunistas, para indignação dos habitantes da cidade; agora é comemorado com uma pedra de granito
- Antigo cemitério evangélico — na atual rua Kościuszki
- Cemitério da Instituição Psiquiátrica — localizado na floresta atrás da unidade militar, muitas lápides sobreviveram, bem como o layout original dos caminhos. Há planos para criar um lapidário
- Cemitério dos Soldados Alemães — desmantelado com o cemitério protestante em 1951
- Cemitério judaico — vestígios de matzeva sobreviveram.

## Educação
Centros educacionais em Wejherowo:
- Escolas de ensino fundamental:
  - Escola primária comunitária n.º 1 Janusz Korczak, rua Obrońców Wybrzeża 1[44]
  - Escola primária da Congregação das Irmãs da Ressurreição de Nosso Senhor, Beata Alicja Kotowska[45]
  - Escola primária n.º 5 Frederic Chopin[46]
  - Escola primária n.º 6 Tadeusz Kościuszko[47]
  - Escola primária n.º 8 Martírio de Piaśnica[48]
  - Escola primária n.º 9 General Józef Wybicki[49]
  - Escola primária n.º 11 Teodor Bolduan[50]
- Escolas de ensino médio:
  - Complexo escolar do condado n.º 1, Jan III Sobieski : I Escola Secundária Geral, I Escola Secundária para Adultos[51]
  - Complexo distrital de escolas n.º 2, “Elektryk”: Escola Secundária Geral III, Escola Técnica Secundária n.º 1, Escola Técnica Secundária n.º 3, Escola Secundária n.º 1 para Adultos[52]
  - Complexo de escolas do distrito n.º 3, Rev. Edmund Roszczynialski: IV Escola Secundária Geral, Escola Técnica n.º 2, Escola de Primeiro Grau da Indústria n.º1, III Escola Secundária Geral para Adultos, Escola Pós-Secundária n.º 2 para Adultos[53]
  - Complexo de escolas n.º 4 do distrito, Jakub Wejher (comumente conhecido como “Samochodówka”): 5.ª Escola Secundária Geral, Escola Técnica n.º 3, Escola Industrial de Primeiro Grau n.º 2, Segunda Escola Secundária Geral para Adultos, Escola Pós-Secundária n.º 3 para Adultos[54]
  - Escola particular de artesanato São José[55]
- Outros:
  - Complexo de escolas pós-secundárias do distrito, Zdzisław Kieturakis (coloquialmente “Medyk”): Escola pós-secundária para jovens, Escola pós-secundária n.º 4 para adultos[56]
  - Complexo Distrital de Educação Especial: Escola Especial Janusz Korczak e Centro Educacional n.º 1, Escola Filial de Primeiro Grau n.º 5, Escola Especial de Preparação para o Trabalho[57]
  - Complexo de Clínicas Psicológicas e Pedagógicas do Distrito: Clínica Psicológica e Pedagógica em Wejherowo[58]
  - Escola Jan Siestrzyński e Centro Educacional n.º 2 para surdos e deficientes auditivos[59]
  - Escola de Música Primária Estatal Frederic Chopin[60]
  - Escola de Música Yamaha[61]
- Faculdade de Educação Superior cassúbio-pomerana em Wejherowo[62]